# Soltera otra vez
Soltera otra vez est une telenovela chilienne diffusée sur Canal 13 pour la première fois le 27 mai 2012.
Soltera otra vez a été renouvelée pour une deuxième saison qui est diffusée le 21 juillet 2013.

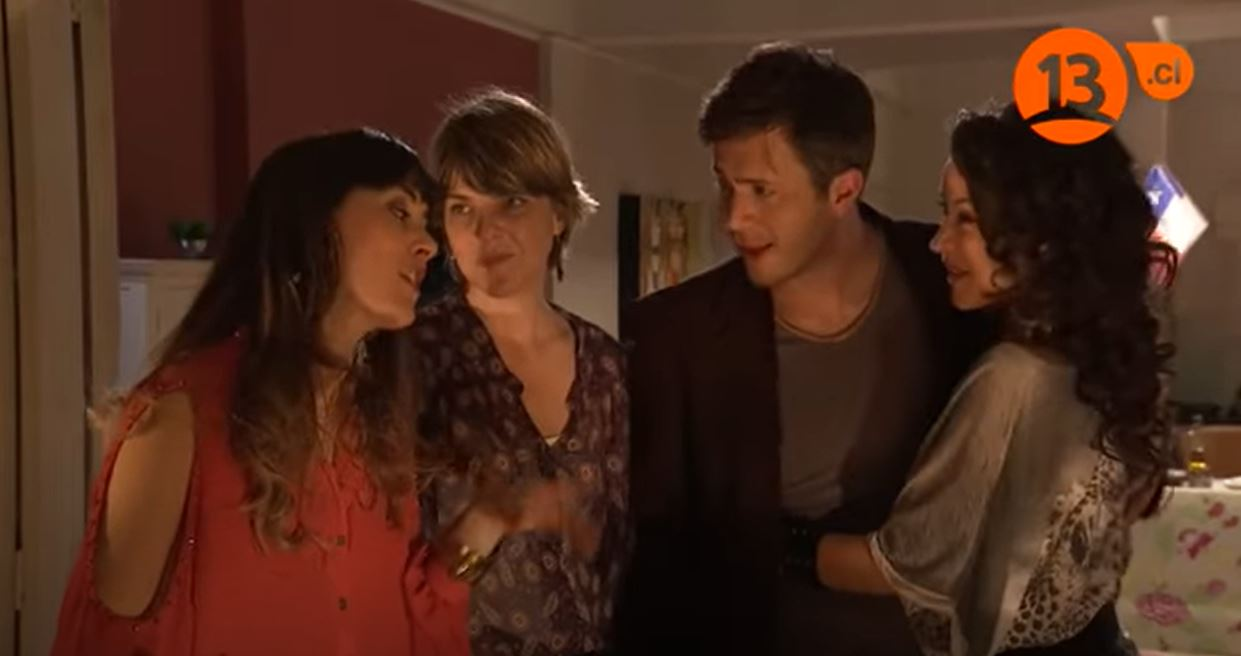
Lorena Bosch, Aranzazu Yankovic, Roderick Teerink et Loreto Aravena

## Distribution

### Acteurs principaux
- Paz Bascuñán : Cristina Moreno
- Cristián Arriagada : Rodrigo González
- Josefina Montané : Nicole "Nico" Cerutti(Antagoniste principal)
- Pablo Macaya : Álvaro Vergara
- Loreto Aravena : Susana "Sussy" Sánchez
- Héctor Morales : Aliro Moreno
- Aranzazú Yankovic : Camila Montes
- Nicolás Poblete : Samir
- Lorena Bosch : Fabiola Meneses
- Catalina Guerra : Milena (Antagoniste)
- Luis Gnecco : Sergio "Pelao" Monroy
- Solange Lackington : Luisa
- Ignacio Garmendia : Rafael Campos
- Antonella Orsini : Úrsula Garagaytía (Antagoniste)
- Andrés Gómez : Jamaica (Antagoniste)
- Elisa Zulueta : Marjorie
- Julio González Littín : Waldo
- Elvira Cristi : Loreta
- Lorena Hernandez : Viviana
- Roderick Teerink : Sven

### Participations spéciales
- Gonzalo Valenzuela : Santiago
- Guido Vecchiola : Tomás
- Paulo Brunetti : Gustavo
- Andrea Velasco : Anastasia Henrriquez
- Daniel Alcaino : Bernardo
- Juan Pablo Sáez : Renato
- Eyal Meyer : Víctor
- Eusebio Arenas : Denis
- Nicolás Fontaine
- Pablo Casals
- José Martínez : Pablo Aravena
- Eduardo Paxeco : Inti

## Saisons
| Saison | Épisodes | Diffusion originale | Diffusion originale |
| Saison | Épisodes | Début de saison     | Fin de saison       |
| ------ | -------- | ------------------- | ------------------- |
| 1      | 44       | 27 mai 2012         | 5 septembre 2012    |
| 2      | 80       | 17 juillet 2013     | 8 janvier 2014      |
| 3      |          | 5 mars 2018         | 12 septembre 2018   |

## Diffusion internationale
| Pays ou Région | Chaîne   | Titre            |
| -------------- | -------- | ---------------- |
| Chili          | Canal 13 | Soltera otra vez |

## Versions
- Ciega a citas (2009-2010), produit par TV Pública.
- Ciega a citas (2014), produit par Cuatro.

## Nominations et récompenses
| Année | Récompense                                | Catégorie                      | Résultat |
| ----- | ----------------------------------------- | ------------------------------ | -------- |
| 2012  | Premios TV Grama                          | Meilleure Telenovela Nationale | Gagnant  |
| 2013  | Premios Blog del Teleseries Chilenas 2012 | Meilleure Telenovela 2012      | Gagnant  |
| 2013  | Premios Fotech                            | Meilleure Telenovela 2012      | Gagnant  |
| 2013  | Premios TV Grama                          | Meilleure Telenovela Nationale | Gagnant  |
| 2014  | Premios Fotech Terra                      | Meilleure Telenovela 2013      | Gagnant  |

### Sources
- (es) Cet article est partiellement ou en totalité issu de l’article de Wikipédia en espagnol intitulé « Soltera otra vez » (voir la liste des auteurs).